# Villaseca (Segovia)
Villaseca es una localidad del municipio de Sepúlveda, en la provincia de Segovia, en la comunidad autónoma de Castilla y León, España.
Enclavada en el centro del parque natural de las Hoces del río Duratón, pertenece al municipio de Sepúlveda, de cuya villa la separan 13 km, desde el 10 de marzo de 1970, siendo antes un municipio independiente. Está situada en terreno llano y regada por el río Duratón que cruza su término por el sur.

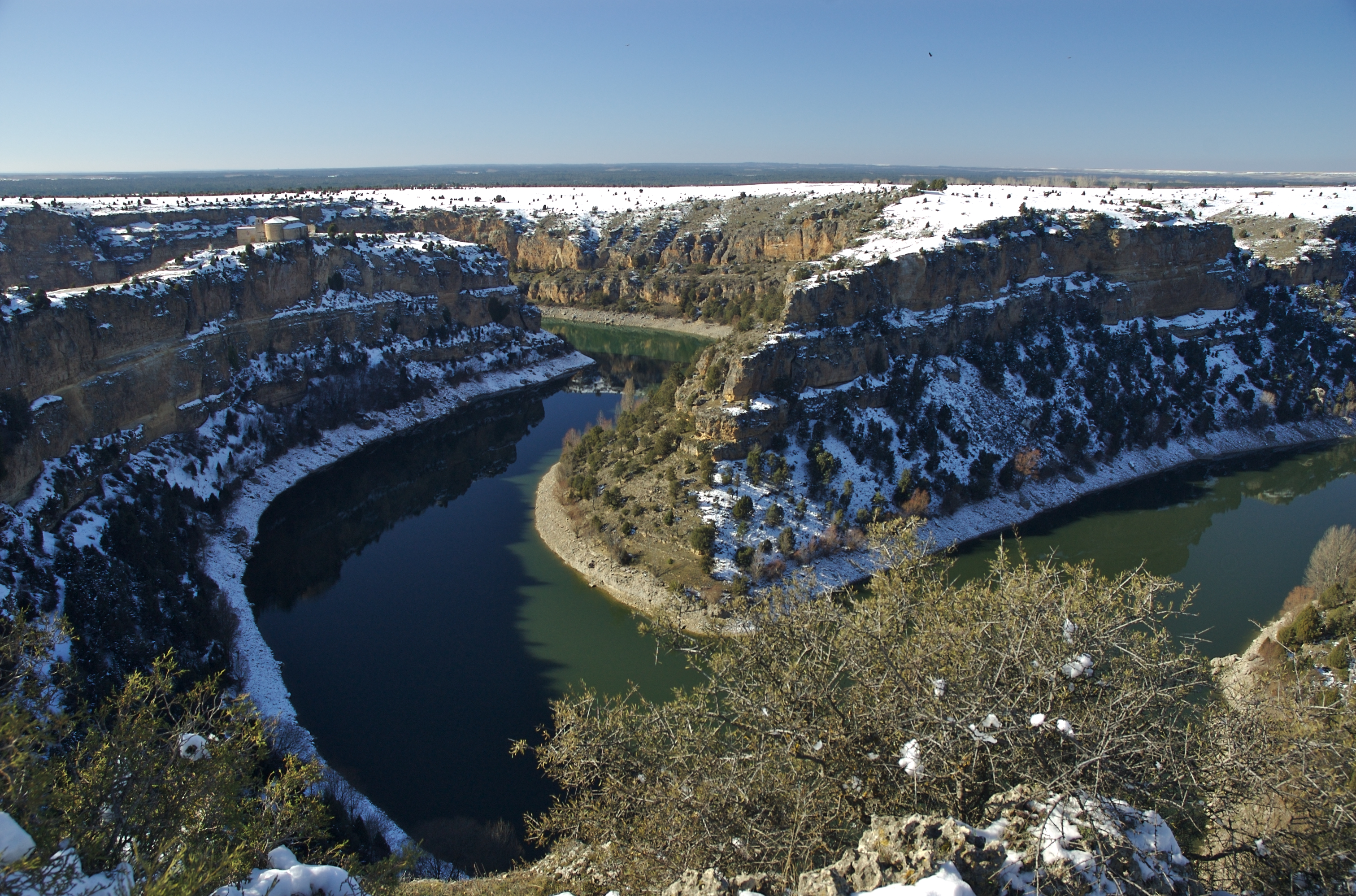
Parque natural de las Hoces del Río Duratón

## Geografía
Sepúlveda pertenece a la provincia de Segovia, ubicada en Castilla y León a orillas del río Duratón, a 57 km al noreste de la capital provincial. Es zona de cereal y de ganadería lanar. Fue la romana Septempublica y su castillo fue construido por Fernán González. Por la localidad trascurre el Camino de San Frutos, en la quinta etapa y es la última parada antes de llegar a la ermita de San Frutos, final del recorrido.
Próxima a Villaseca (5 km) se localiza la ermita de San Frutos, ya en pleno corazón del parque natural de las Hoces del Río Duratón, donde se retiraron en el siglo VII el patrón de Segovia San Frutos y sus hermanos mártires Valentín y Engracia. La iglesia románica fue un priorato fundado en el año 1100 por el Monasterio de Santo Domingo de Silos, cuyo escudo abacial todavía se ve sobre uno de los arcos de ingreso. En este lugar se celebra el 25 de octubre la romería de San Frutos, uno de los actos lúdicos y religiosos con más raigambre de toda la provincia de Segovia.

## Demografía
| Gráfica de evolución demográfica de Villaseca entre 1842 y 1960 |
| |
| Población de derecho según los censos de población del INE Población de hecho según los censos de población del INEEntre el censo de 1970 y el anterior, este municipio desaparece porque se integra en el municipio 40195 (Sepúlveda) |

Villaseca cuenta con un censo de 24 habitantes (2014). Este número se incrementa, con la visita de sus hijos y familiares, hasta casi 300 durante la época veraniega, llegando a su máximo durante la fiesta mayor de la localidad, denominada fiestas de Nuestra Señora de la Correa.
| 28            | 28 | 28 | 31 | 24 | 23 | 24 | 24 | 22 | 13 | 19 | 16 |
| (Fuente: INE) |    |    |    |    |    |    |    |    |    |    |    |

## Historia
Tras la repoblación de la zona en época de la Reconquista, la Comunidad de Villa y Tierra de Sepúlveda se dividió en 8 ochavos (8 partes), en los cuales había un procurador de Tierra en cada ochavo. Todos estos procuradores eran los representantes y portadores de la voz de todas las aldeas y eran su representación ante la ley. Villaseca pertenece al Ochavo de las Pedrizas y Valdenavares. Citada en 1247, su nombre ya era Villa Seca. Es destacable la tradición alfarera de la localidad.

### Descripción del Diccionario Geográfico-Histórico-estadístico (1849)
Se trata de una magna obra publicada por Pascual Madoz entre 1846 y 1850. Compuesta por 16 volúmenes (Madrid, 1845–1850), analiza todas las poblaciones de España.
En ella, se encuentra los siguientes datos referidos a esta villa:

L. con ayunt, de la prov. y dioc. de Segovia. (9 leg.), part. jud. de Sepúlveda  ( 1 1/4) aud. terr. de Madrid (22) , c.g. de Castilla la Nueva. SIT en terreno llano de mal piso, reinan los vientos N. y O.; el CLIMA es frío, y propenso a las pulmonías y gastritis.

Tiene 80 CASAS de inferior construcción, la de ayunt.; escuela de primeras letras común a ambos sexos, dotada con 40 fan. de centeno y una igl. parro. (Sto. Tomás Apóstol) con curato de primer ascenso y provisión ordinaria; tiene por anejo a Castrillo, y 2 ermitas propias de ambos pueblos y sostenidas por los fieles; el cementerio bien situado, y los vec. se surten de las aguas de un pozo que se encuentra en las afueras de la pobl.
Confina el TERM. N. Aldehuela; E. Castrillo; S. Villar de Sobrepeña, y O. San Frutos: se entiende 1/2 leg. de N. a S. y 3/4 de E a O., y comprende un monte de enebro de 450 obradas, el que no les sirve para combustible, teniendo que traer la leña de los comunes de Villa y Tierra de Sepúlveda: le atraviesa, pasando a 1/2 leg. del pueblo, el r. Duratón, que sirve de línea divisoria de este pueblo y al del Villar de Sobrepeña: 
el TERRENO es escabroso y de mala calidad, sirviendo solo para sembrar centeno. CAMINOS: los locales en pesímo estado: el CORREO se recibe en la cab. del part. por los que van al mercado.

PROD.: poco trigo y endeble y bastante centeno; mantiene ganado lanar churro, mular y asnal, y la cria caza de conejos, liebres y perdices. IND. la agrícola, fáb. de cántaros y pucheros y demás piezas de alfarería y 2 tejedores. POBL. 76 vecinos., 278 alm (almas). CAP. IMP.; 21,276 rs.CONTR. 20'72 POR 100.

### Descripción del Diccionario Geográfico de España (1957)
Mun. y l. de SG. P.K. de Sepulveda, a 60 km de la C y 11 de la c de p. Est. de fc. más próx., Segovia. 1.042 m/a Ext., 17,08 Km2 41º 19' 02" N. y 0º 08' 23" O-H. 431.

Se encuentra el t.º en la Tierra de Sepúlveda, sobre un páramo cortado por el R. Duratón, que discurre por el lím. occidental y meridional, profundamente encajado, describiendo fuertes meandros. Sin llegar a la superficie del páramo, el suelo alcanza, al NE., más de 1.100 m de altura en los Blancares, y desciende con suavidad primero, y bruscamente en el último km. el nivel del R., que se encuentra comprendido entre 900 y 840 m. Procedentes del NE. cruzan el término los arr. del Barranco, de los Pozaranes y otros, que abren profundos barrancos en la cuesta. El agua para beber se obtiene de pozos. Hay 300 Ha. de terreno sin cultivar., perteneciente sa particulares; en ellos crecen chopos y enebros. Pastos permanentes. Zorros y caza menor.
Las tierras de cultivo se hallan muy repartidas; las parcelas suelen ser de formas muy variadas y están abiertas. En secano se destinan 92 Ha. de a trigo, 45 a cebada y 185 a centeno. Estas tierras se cultivan cada tres años, con alternancia de productos. Hay 70 cabezas de ganado mular, 40 de asnal, 30 de cerda, 700 de lanar y 1.000 gallinas. En el río se pescan barbos. Canteras de piedra, utilizada para la construcción. Una taberna. Cruza el término la carretera de Cantalejo a Castrillo de Sepúlveda. Una motocicleta, ocho bicicletas y tres carros. Cartería.

Según del censo de 1950 el término tenia 251 habitantes.; la población es la misma en 1960. Por profesiones, a excepción de un comerciante todos son labradores. El pueblo está formado por 47 edificaciones destinadas a vivienda, en compacto. Fiestas en el  cuarto fin de semana de agosto, en honor de la Virgen de la Correa. Desde 1940 se ha arreglado el frontón, mejorado el servicio de aguas, reconstruido la fragua, las tapias del cementerio y ha sido construido un deposito de cadáveres. Una escuela mixta. Los servicios sanitarios y la asistencia religiosa se atiende desde un Municipio próximo.

Antiguo municipio independiente, fue agregado desde el 10 de marzo de 1970 al de Sepúlveda.

## Patrimonio

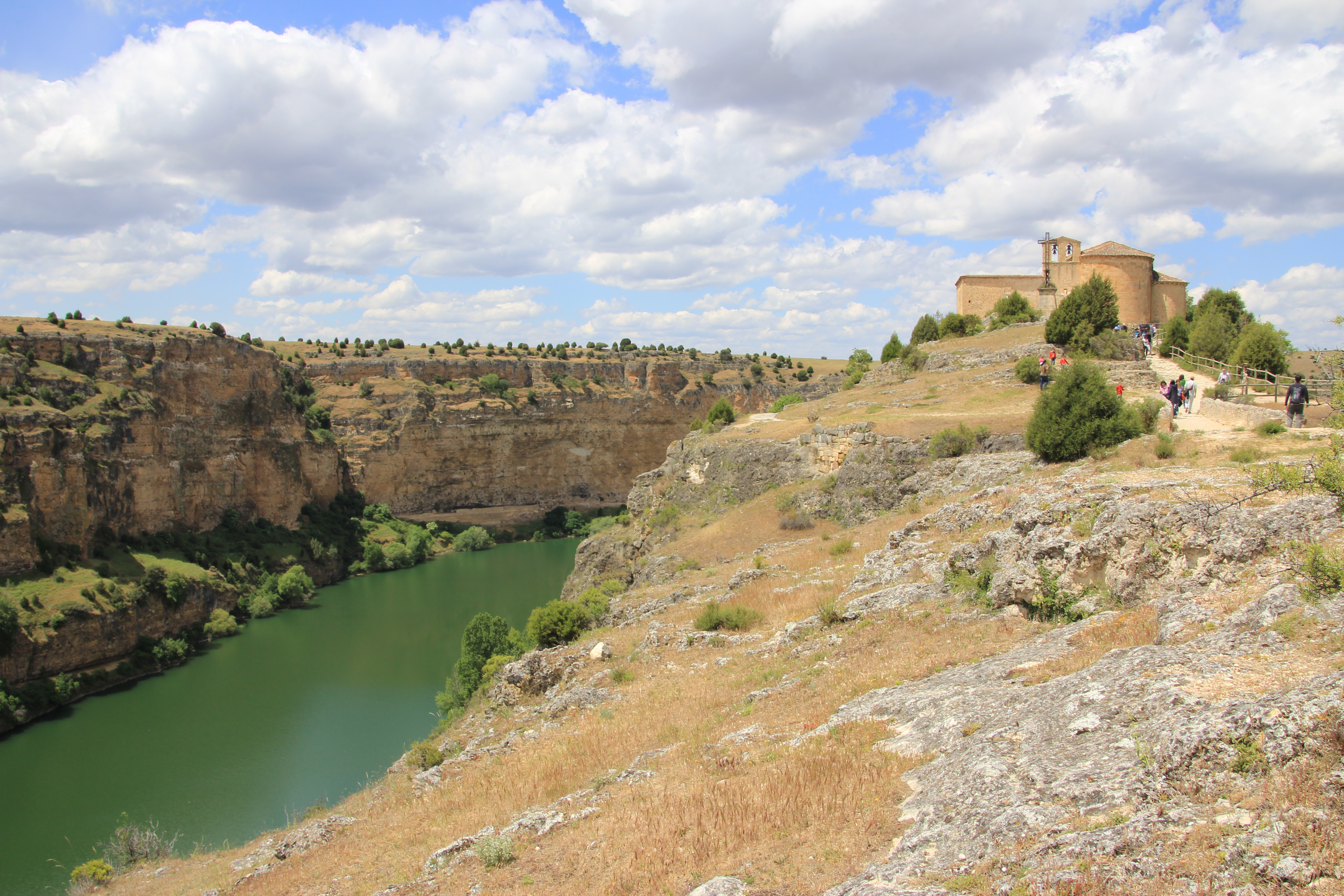
Ermita de San Frutos

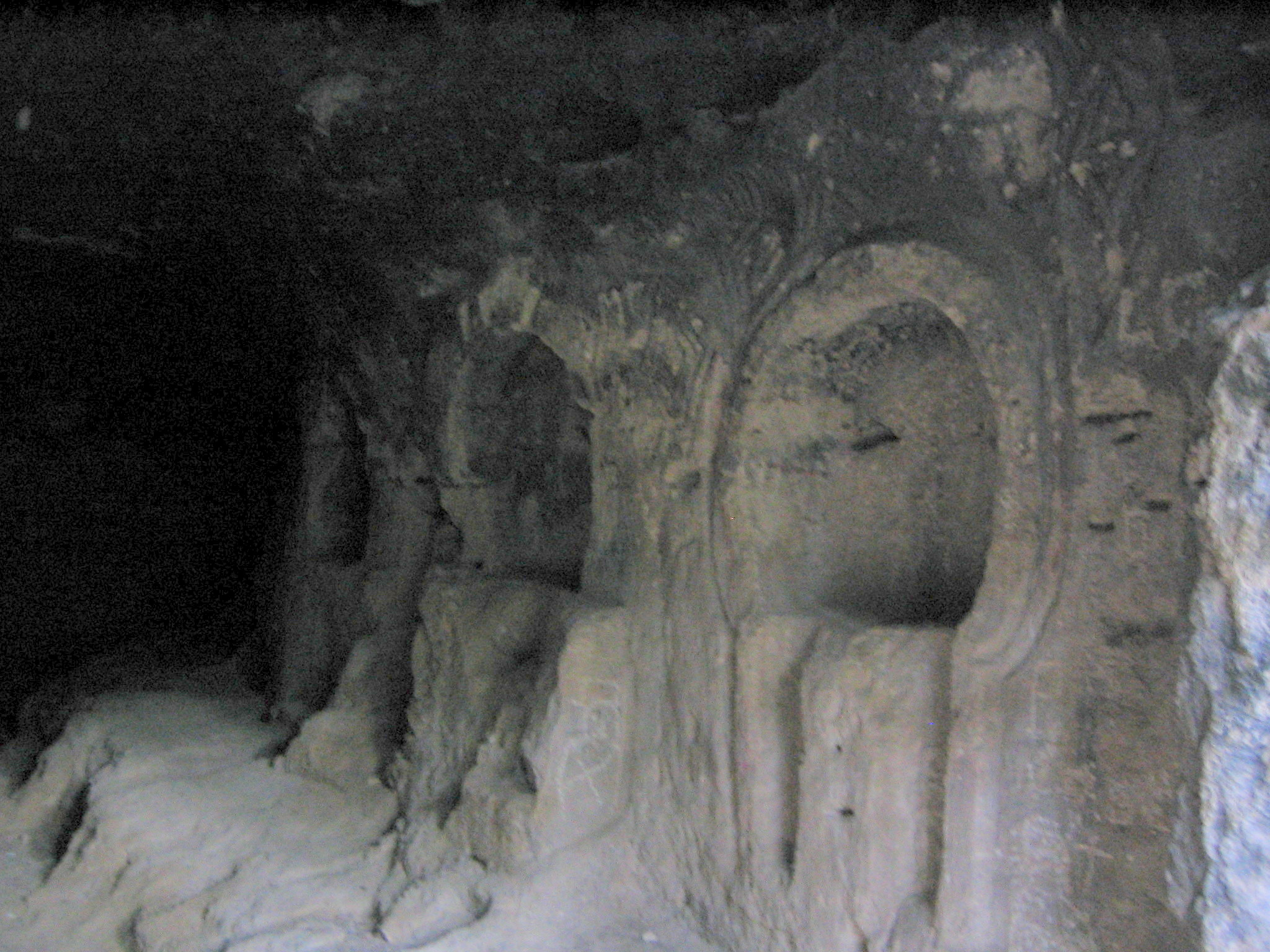
Cueva de los Siete Altares

- Antiguo santuario prehistórico del Solapo, con un importante conjunto de pinturas rupestres de la Edad del Bronce.
- Iglesia parroquial románica de Santo Tomás Apóstol.
- Ruinas del despoblado de San Miguel de Neguera, en su término se encuentra el Palacio de los González de Sepúlveda declarado Bien de Interés Cultural el 11 de julio de 2022.[9]
- Cueva de los Siete Altares, considerado el primer templo cristiano de la provincia de Segovia.
- Ermita de San Frutos en el parque natural de las Hoces del Río Duratón.
- Varias sendas naturales como la de la Molinilla.[10]

## Fiestas
- Nuestra Señora de la Correa, el cuarto fin de semana de agosto.[11]
- San Frutos, el 25 de octubre.
- Santo Tomas, el 21 de diciembre.[10]